# 格林伍德 (緬因州)
格林伍德（英語：Greenwood）是一個位於美國緬因州牛津縣的鎮。

## 人口
根據2020年美國人口普查的數據，格林伍德的面積為111.58平方千米，當中陸地面積為107.92平方千米，而水域面積為3.65平方千米。當地共有人口774人，而人口密度為每平方千米7人。